# Lifehacker
«Lifehacker» — ежедневно обновляемый англоязычный интернет-блог, который специализируется на новостях в области программного и аппаратного обеспечения для Microsoft Windows, macOS и Linux, основанный в 2005 году. Победитель конкурса блог года 2007 в номинации «Лучший групповой блог года», а также вошёл в список лучших блогов года 2009 по версии журнала Time.

## Alexa Internet
По статистике Alexa.com на 25 сентября 2010 года, Lifehacker находится на 617 месте по посещаемости в мире, 256 в США, 316 в Канаде, 351 в Южной Африке и 3342 в России.

## Примечание
1. ↑  Nikolai Nolan. Best Group Weblog (англ.). 2001-2011 Nikolai Nolan (2007). Дата обращения: 8 февраля 2011. Архивировано из оригинала 9 мая 2012 года.
2. ↑  Tom McNichol. 25 Best Blogs 2009 (англ.). 2011 Time Inc. (2009). Дата обращения: 8 февраля 2011. Архивировано из оригинала 9 мая 2012 года.
3. ↑  Lifehacker on Alexa. Lifehacker.com. Дата обращения: 25 сентября 2010. Архивировано из оригинала 9 мая 2012 года.